# Epirinus comosus
Epirinus comosus là một loài bọ cánh cứng trong họ Bọ hung (Scarabaeidae).